# Typ funkcyjny
Typ funkcyjny – typ zmiennych, które są interpretowane jako funkcja. W językach, w których funkcje są typem pierwszoklasowym, istnieje możliwość tworzenia funkcji wyższego rzędu.

## Typy funkcyjne w różnych językach

### Turbo Pascal
```
program
 
TypFunkcyjny
;

var

  
funkcja
:
 
function
(
a
:
 
integer
)
 
of
 
object
;
    
{ teraz jest interpretowana jako taki typ }

begin

...

end
.

```

### C
```
int
 
main
()
 
{

   
long
 
int
(
int
 
a
)
 
funkcja
;
       
/* teraz jest typem funkcyjnym */

...

}

```